# Apodrassus
Apodrassus andinus es una especie de araña araneomorfa de la familia Gnaphosidae. Es la única especie del género monotípico Apodrassus.  

## Distribución
Es originaria de Perú .